# Pop Psychology
Albums de Neon Trees
Picture Show (en)
Singles
1. Sleeping with a Friend (en)
Sortie : 11 janvier 2014
2. I Love You (But I Hate Your Friends)
Sortie : 25 mars 2014
3. First Things First
Sortie : 8 avril 2014
4. Text Me in the Morning
Sortie : 17 juin 2014

Pop Psychology est le troisième album studio du groupe de rock américain Neon Trees.

## Genèse
Le groupe a connu un certain succès avec les singles Animal (en) (2009) et Everybody Talks (2012), extraits de ses deux précédents albums. Après ce succès, le chanteur du groupe Tyler Glenn souhaite prendre du recul et une partie de la tournée est annulée.
Troisième album studio du groupe, Pop Psychology évoque notamment les séances de thérapies de Glenn durant cette pause. Selon le chanteur, qui a fait son coming out peu avant la sortie de l'album, celui-ci parle de « crise d'identité et comprendre qui je suis et trouver l'amour ». L'album évoque également les conflits entre la foi mormone de Glenn et son homosexualité.

## Pistes
Toutes les chansons sont écrites et composées par Tyler Glenn et Tim Pagnotta, sauf celles indiquées.
| 1.  | Love in the 21st Century             |                                                                  | 3:25 |
| 2.  | Text Me in the Morning               |                                                                  | 3:05 |
| 3.  | Sleeping with a Friend               |                                                                  | 3:48 |
| 4.  | Teenager in Love                     |                                                                  | 3:17 |
| 5.  | I Love You (But I Hate Your Friends) |                                                                  | 3:16 |
| 6.  | Unavoidable                          | Tyler Glenn, Elaine Bradley                                      | 3:57 |
| 7.  | Voices in the Halls                  |                                                                  | 2:59 |
| 8.  | Foolish Behavior                     |                                                                  | 3:51 |
| 9.  | Living in Another World              | Tyler Glenn, Christopher Allen, Branden Campbell, Elaine Bradley | 3:42 |
| 10. | First Things First                   | Tyler Glenn                                                      | 5:06 |
| 11. | American Zero (iTunes bonus track)   | Tyler Glenn, Christopher Allen, Branden Campbell, Elaine Bradley | 3:01 |

## Sortie et accueil
L'album sort le 22 avril 2014.

### Accueil commercial
La semaine de sa sortie, Pop Psychology se vend à 19 000 exemplaires aux États-Unis. L'album atteint ainsi la 1re place du Billboard Top Rock Albums — une première pour le groupe — et la 6e place du Billboard 200.

### Accueil critique
Sur Metacritic, l'album obtient un score de 58 sur 100, sur la base de sept critiques, ce qui indique des « critiques mitigées ou moyennes » (« Mixed or average reviews »).